# Terra de Zichy
La Terra de Zichy (en rus Земля Зичи) és un subgrup de vint-i-dues illes de la Terra de Francesc Josep, a l'óblast d'Arkhànguelsk, Rússia. El grup està format per un grup central de grans illes en mig de l'arxipèlag de la Terra de Francesc Josep. Les illes es troben separades entre elles per estrets i canals que es troben congelats bona part de l'any formant un conjunt compacte.
Aquest grup va rebre el nom del comte hongarès Ödön Zichy (1811-1894) que va ser, al costat del comte Johann Nepomuk Wilczek, el segon màxim patrocinador de l'expedició austrohongaresa al Pol Nord de 1872 a 1874.
L'ampli canal que hi ha al sud-oest de la Terra de Zichy es coneix com a Canal de Markham o Markham Sound en record a l'explorador polar britànic, l'almirall Sir Albert Hastings Markham.
El punt més septentrional de la al nord de Terra de Zichy és el cap Bema, a l'illa de Karl-Alexander i el punt més meridional és el cap Fiume, a l'illa Champ. Entre ambdós punts hi ha 114 quilòmetres. El cap Armitidzh, a l'illa de Luigi és el punt més occidental del subgrup. El pic Parnass, a l'illa Wiener Neustadt, n'és el punt més elevat amb 620 msnm.

## Principals illes
Les principals illes d'aquest arxipèlag són: illa de Karl-Alexander, illa Rainer, illa de Jackson, illa Payer, illa Greely i illes adjacents, illa de Ziegler, illa Salisbury, illa Wiener Neustadt, illa de Luigi i illa Champ.